# Penal de Lurigancho

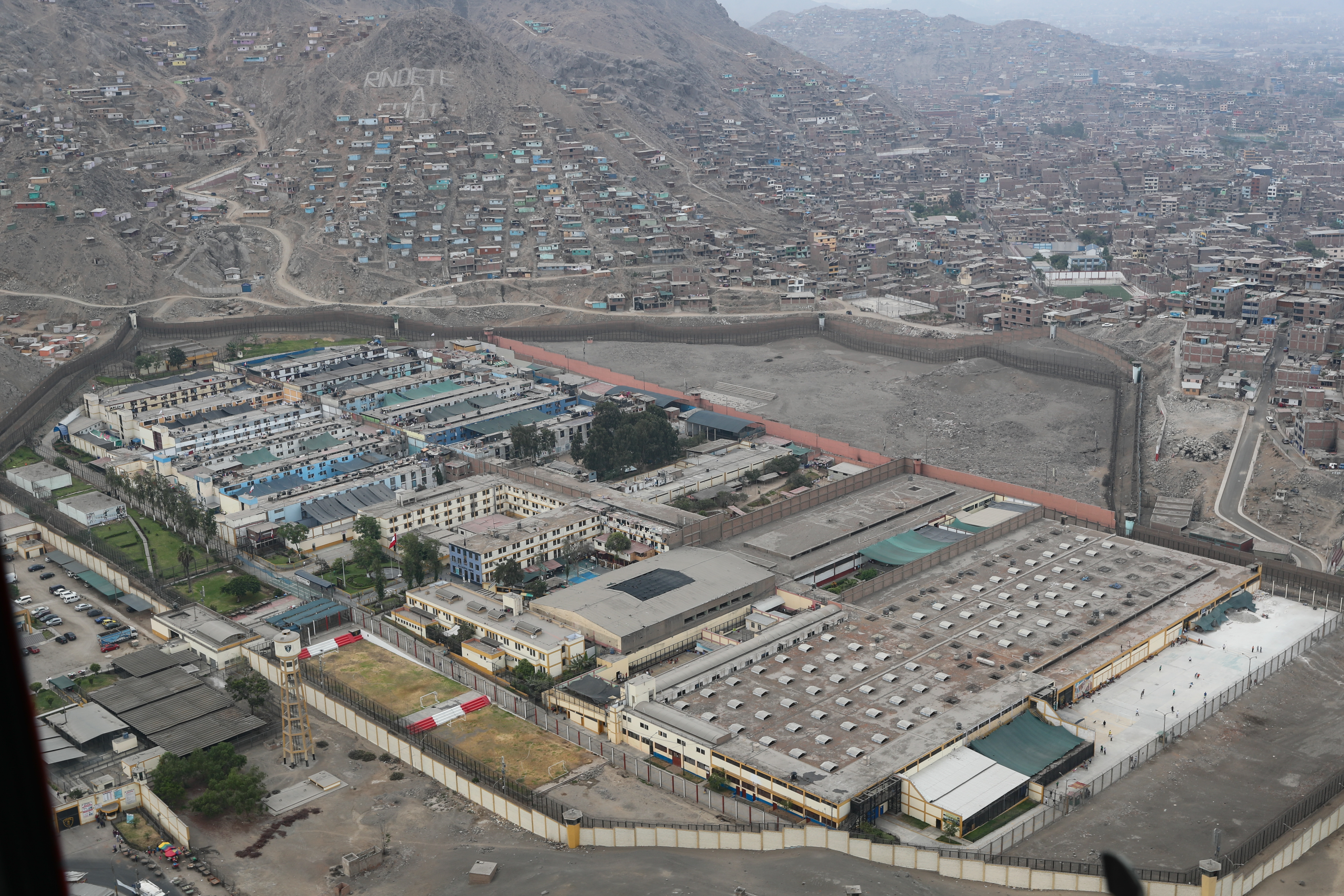
Penal de Lurigancho (2020)

Das Penal de Lurigancho ist ein Gefängnis an der Av. El Sol 857 im Distrikt San Juan de Lurigancho in der Region Lima in Peru. Es ist das größte Gefängnis in Peru.

## Anlage
San Juan de Lurigancho (SJL), oder auch als Cono Este bezeichnet, gehört mit einer Bevölkerung von über einer Million Einwohner zu den bevölkerungsreichsten Distrikten Limas.
Das Gefängnis mit seinen 21 Blöcken ist für etwa 2000 Insassen ausgelegt. In ihm leben etwa 10.000 Gefangene.

## Regelungen
Die Reglementierung innerhalb der Strafanstalt beruht auf einer Vereinbarung zwischen Gefängnisleitung und Häftlingen. Den Häftlingen ist es nicht gestattet, ihre Zone zu verlassen. Solange sie sich innerhalb der Gefängnismauern befinden, können sie frei handeln und sich bewegen. Innerhalb der Häftlingszone befinden sich zwanzig unbewaffnete Wärter. Sämtliche Vorgänge wie Gesetzgebung, Reinigung, Ernährung und Erziehung werden von den Insassen autonom geregelt. Es gelten die Regeln der freien Marktwirtschaft, so dass nahezu alle Waren und Dienstleistungen zu entsprechenden Preisen erhältlich sind. Dazu gehören auch Alkohol, Drogen, Waffen und Prostituierte. Insassen können ohne die Hilfe von Familien und Freunden außerhalb des Gefängnisses meist nicht überleben. Insassen ohne Barmittel müssen für die anderen Häftlinge arbeiten bzw. ihnen sexuelle Dienstleistungen anbieten. Die Schlafplätze in den Pavillons sind limitiert, so dass den mittellosen Häftlingen und denjenigen, welche am unteren Ende der Hierarchie stehen nur die Übernachtung auf den Gängen oder außerhalb der Gebäude möglich ist. An den Wochenenden findet in einem Pavillon des Gefängnisses eine Diskothek mit alkoholischen Getränken und Prostituierten statt.

## Häftlinge
Die Mehrheit der Insassen ist jung und hat eine durchschnittliche Haftdauer von zehn bis 20 Jahren. Viele wurden ohne Strafprozess in Lurigancho inhaftiert. In der Hierarchie unterscheidet man zwischen sogenannten „Piranhas“ (span. Pirañas),  Straftätern in einem Alter von etwa 12 Jahren, welche zumeist in Gruppen auftreten, und älteren „Haien“ (span. Tiburónes) mit mehr Machtbefugnissen.
Die verschärfte peruanische Sicherheitspolitik führte dazu, dass hohe Haftstrafen auch an Ersttätern und Kleinkriminellen verhängt werden. Untersuchungshäftlinge und verurteilte Täter werden in den gleichen Gefängnistrakten untergebracht, so dass sich eine neue “Generation Schwerstkrimineller” durch Lerneffekte heranbilden kann. Häftlinge der unteren Hierarchie müssen in Massenlagern und teilweise auf dem Fußboden auf den Gängen schlafen.
Der Mittelgang zwischen den einzelnen Pavillons wird, angelehnt an die Prachtstraße Limas „Jirón de la Unión“ genannt, hier werden Waren aller Art bis hin zu Waffen, Drogen etc. verkauft. Ein Porträt zeigt die australische Ordensschwester Juana Sawyer, die bei einer Gefängnisrevolte als Geisel genommen wurde und von der Polizei beim Zugriff versehentlich erschossen wurde. Die Schlafräume sind ca. 40 Quadratmeter groß und werden von mehr als 20 Personen bewohnt. Ärztliche Untersuchungen zeigen, dass die meisten Insassen von Lurigancho Spuren von körperlicher Gewalt wie Wunden oder Hämatome tragen, die von Rangkämpfen und Misshandlungen innerhalb der Gefängnishierarchie stammen.

## Medizinische Versorgung
Ein Arzt und ein Krankenpfleger sind für die medizinische Versorgung der Häftlinge zuständig. Die medizinische Versorgung ist kostenfrei. HIV ist das größte Problem in Lurigancho. An Besuchstagen haben Prostituierte ungeschützten Sex mit bis zu 40 Männern, was zu einer starken Ausbreitung der Viruserkrankung beigetragen hat. Weitere Infektionsquellen sind Tatöwierungen und Injektionsnadeln beim Drogenmissbrauch. Mit HIV-infizierte Personen werden in einem bestimmten Gefängnistrakt isoliert. Durchschnittlich 30 Patienten infizieren sich jeden Monat mit Tuberkulose, welche ein weiteres großes Gesundheitsproblem darstellt.